# Arctiopais celis
Arctiopais celis är en fjärilsart som beskrevs av Jordan 1926. Arctiopais celis ingår i släktet Arctiopais och familjen nattflyn. Inga underarter finns listade i Catalogue of Life.